# Siphonophora monzonica
Siphonophora monzonica är en mångfotingart som beskrevs av Kraus 1960. Siphonophora monzonica ingår i släktet Siphonophora och familjen Siphonophoridae. Inga underarter finns listade i Catalogue of Life.